# Sangoma

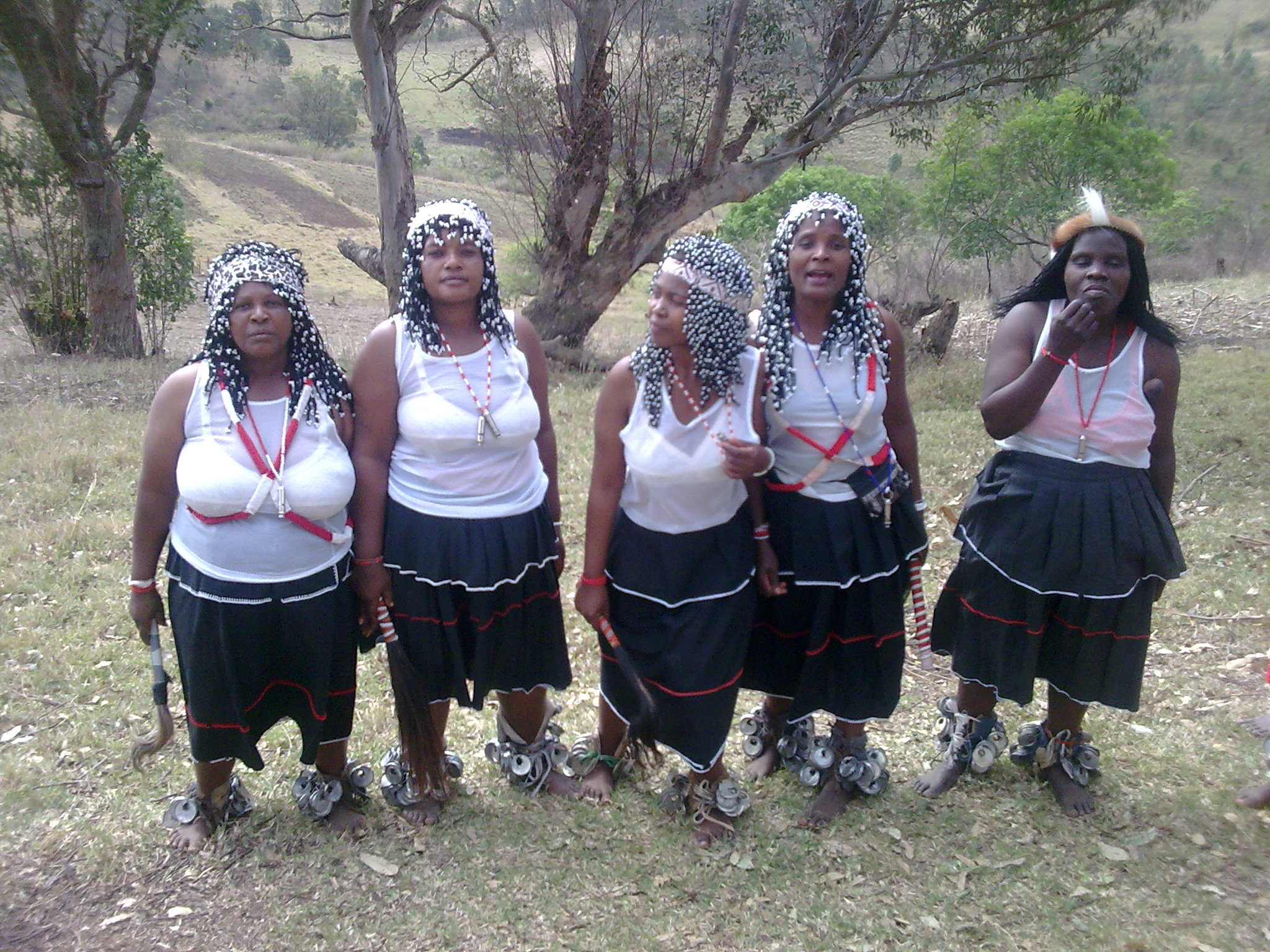
Cinq sangoma au KwaZulu-Natal.

Sangoma est le nom donné aux tradipraticiens, hommes ou femmes, d'Afrique australe, particulièrement en Afrique du Sud. Ils tiennent différents rôles sociaux et politiques dans les communautés, tels que ceux de devins, de guérisseurs des maux physiques, psychiques et spirituels ; ils dirigent les rituels de naissance et de décès, aident à retrouver le bétail perdu, protègent les guerriers, pratiquent le désenvoûtement… Ils perpétuent aussi l'histoire, la cosmologie et les mythes liés à leurs traditions. Il y a deux principaux types de guérisseurs traditionnels parmi les Nguni, les Sotho-Tswana et les Tsonga : les devins, sangoma, et les herboristes, inyanga. Ces guérisseurs sont très respectés dans les sociétés où la maladie est considérée comme causée par la sorcellerie, le contact avec des objets ou des circonstances impures ou par le fait d'avoir négligé ses ancêtres,. On estime leur nombre à 200 000 en Afrique du Sud, à comparer aux 25 000 médecins formés à l'occidentale. Les guérisseurs sont consultés par environ 60 % de la population sud-africaine, en général en même temps que les médecins à l'occidentale.
Afin d'avoir une vie exempte de troubles, les guérisseurs, et leurs patients, croient qu'il faut une harmonie entre les vivants et les morts ; cela s'obtient grâce à divers rituels incluant des sacrifices d'animaux. Ils pratiquent ainsi des invocations en brûlant des plantes telles que l'imphepho (Helichrysum petiolare), en dansant et chantant au rythme des tambours. Les guérisseurs prescrivent souvent à leurs patients des muti, médicaments à base de plantes et de produits animaux et minéraux, porteurs d'une signification spirituelle et d'un pouvoir symbolique ; la graisse de lion, par exemple, est utilisée pour accroître le courage des jeunes gens. Il existe des muti pour virtuellement toutes les maladies physiques ou mentales, et des potions de protection qui permettent de trouver l'amour ou d'avoir de la chance.
Quoique sangoma soit un terme zoulou communément utilisé pour désigner tous les tradipraticiens d'Afrique australe, il existe des différences parmi les pratiques. Un inyanga pratique essentiellement la médecine à base de produits végétaux et animaux tandis que le sangoma pratique la divination à des fins thérapeutiques et peut aussi être considéré comme un « voyant ». À l'époque actuelle, le colonialisme, l'urbanisation, l'apartheid et le transculturalisme ont brouillé les distinctions et les guérisseurs tendent à conjuguer les deux types de pratiques,,,. Les guérisseurs alternent entre les deux rôles, diagnostiquant les maladies et pratiquant la divination pour déterminer les causes et les remèdes aux problématiques spirituelles ou sociales.
Chaque culture possède sa terminologie propre concernant les guérisseurs. Les Xhosa les appellent amaxwele (herboristes) ou amagqirha (devins). Ngaka et selaoli sont les termes utilisés respectivement en sotho du Nord et sotho du Sud, tandis que les Venda utilisent mungome. Les Tsonga nomment leurs guérisseurs n'anga ou mungoma.

## Croyances et traditions

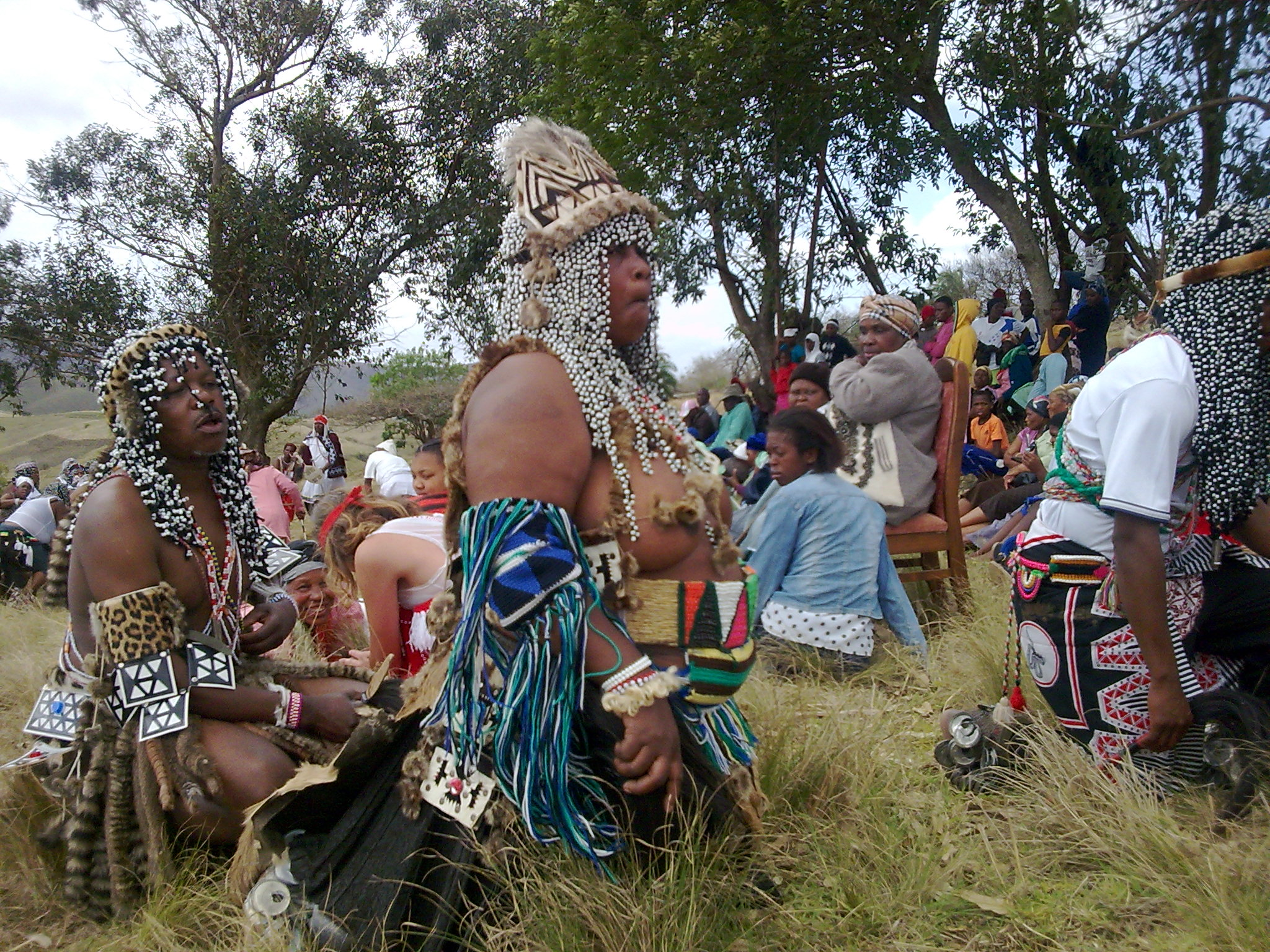
Sangoma se saluant.

Les sangoma, quoique tous ne suivent pas exactement les mêmes rituels ou croyances, sont des adeptes du ngoma, une philosophie basée sur le culte des ancêtres (en zoulou, amadlozi ; en sesotho, badimo ; en xhosa, izinyanya), et des praticiens de la médecine traditionnelle africaine, laquelle utilise des remèdes composites confectionnés à partir de plantes médicinales et de graisse ou de peaux d'animaux,. Ils pratiquent une forme holistique et symbolique de guérison, fondée sur des croyances largement partagées par les peuples bantous d'Afrique australe, particulièrement la croyance en l'intercession des ancêtres qui, depuis le monde des esprits, guident et protègent les vivants. Les ancêtres séjournant dans le monde des esprits peuvent donner des instructions et des avis pour soigner les maladies, le déséquilibre social et les difficultés spirituelles, en utilisant le sangoma comme intermédiaire. Les sangomas sont possédés par les esprits des ancêtres, tels des médiums ; ils utilisent l'interprétation des os d'animaux, jetés tels des dés, ou l'interprétation des rêves,. Le sangoma se met en transe à l'aide de tambours, de danses et de chants, ce qui permet à sa personnalité d'être aux côtés de celle d'un ancêtre qui prend possession du corps du sangoma et communique directement avec le patient, ou bien danse avec le patient. Le sangoma peut donner des informations précises au sujet du problème abordé. Certains s'expriment avec les patients sous forme d'une conversation « normale » tandis que d'autres s'expriment dans des langues inconnues du patient ; ces langues sont toutefois des langues d'Afrique australe et leur usage dépend de l'ancêtre qui a été invoqué. Les esprits ancestraux invoqués peuvent être ceux du sangoma, ou du patient, ou encore être liés à l'aire géographique de la communauté. La croyance est que les esprits ont le pouvoir d'intervenir dans la vie des gens et d'y créer des afflictions. Honorer ou, à l'inverse, blesser les esprits se retranscrit dans le corps humain, considéré comme le « champ de bataille » des esprits. Selon le ngoma, le sangoma apaise les esprits, ce qui diminue les souffrances du patient.
On peut utiliser un animal comme médiateur, par exemple un crabe, supposé être capable de se mouvoir entre le monde des humains et celui des esprits, par analogie avec sa capacité à passer du monde terrestre au monde aquatique. Le sangoma peut brûler l'équivalent d'encens (comme l'imphepho) et pratiquer des sacrifices d'animaux pour plaire aux esprits des ancêtres,. Le tabac à priser est également utilisé pour communiquer avec les ancêtres au travers du praticien.
Les sangoma travaillent dans des huttes sacrées (indumba) où l'on croit que résident les ancêtres. Lorsqu'un indumba n'est pas disponible, un lieu sacré miniature, nommé imsamo, peut être utilisé.

## Divination, diagnostic et pratiques de soins

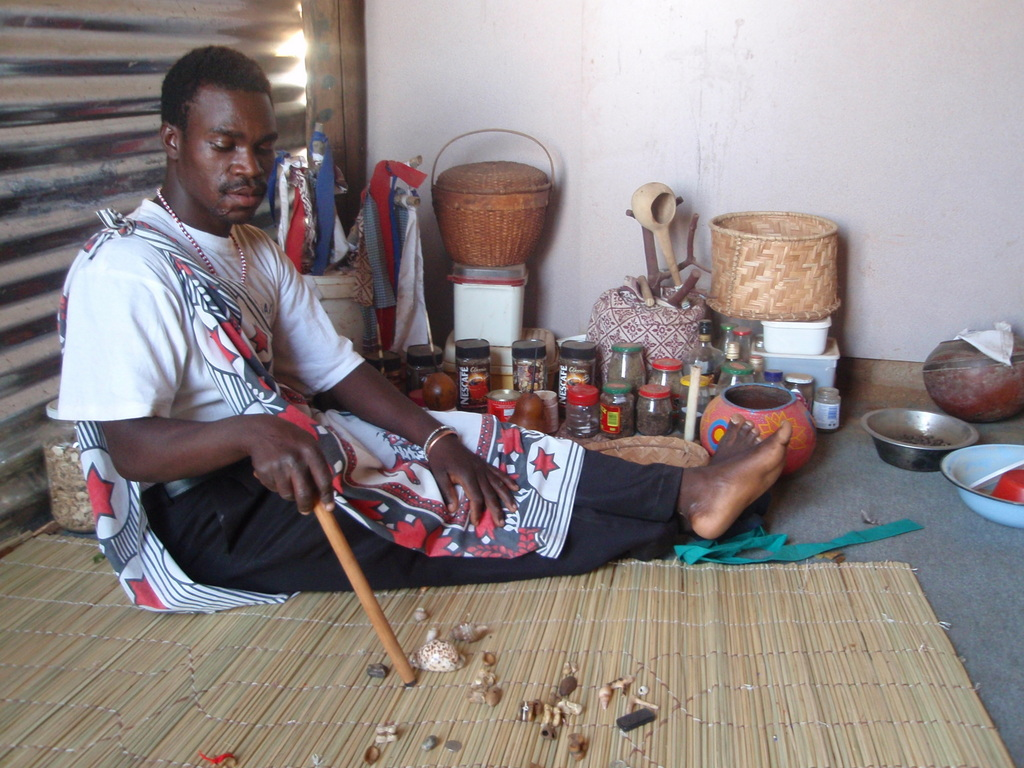
Sangoma pratiquant la divination en consultant des os.

Le but du sangoma, dans son action de guérir, est d'établir un équilibre entre le patient et les esprits qui lui causent la maladie ou la difficulté pour laquelle il consulte. Le guérisseur intercède entre le patient et le monde des morts afin d'établir cet équilibre. Cela se pratique donc au travers de la divination (jets des os ou invocation des ancêtres), des rituels de purification ou des sacrifices d'animaux afin d'apaiser les esprits ancestraux par l'expiation,,.
Jeter les os pour obtenir l'avis des ancêtres est une pratique alternative à l'épuisant rituel de possession. Typiquement, lorsqu'un patient visite un sangoma, ce dernier doit déterminer quelle est l'affliction pour laquelle le patient consulte. Avant le jet des os, le praticien doit d'abord demander les noms et prénoms du patient ; il invoque ensuite les ancêtres de ce dernier par leur nom. Le patient ou le sangoma jette les os sur le sol, mais ce peut être aussi des vertèbres, des dominos, des dés, des pièces de monnaie, des coquillages ou des pierres, chaque objet ayant une signification particulière. Par exemple, l'os de hyène est en rapport avec le vol et peut apporter des informations quant à un objet volé. Le sangoma interprète la disposition des objets en relation avec les souffrances du patient, détermine ce que veulent les ancêtres concernés et, ainsi, la manière de résoudre la disharmonie qui cause les troubles. De la même manière, il interprète les métaphores présentes dans les rêves, les siens ou ceux de ses patients,.
Lorsque le devin arrive à une compréhension acceptable du problème et que le patient est d'accord, il jette à nouveau les os afin de demander aux ancêtres s'ils peuvent aider le patient. Selon la réponse, le sangoma est ainsi en mesure de prescrire un « parcours de soins » qui peut inclure de s'adresser à un herboriste (inyanga), si le sangoma ne possède pas lui-même les connaissances en la matière, ou bien de prescrire le recours à la médecine occidentale.

## Remèdes etmuti

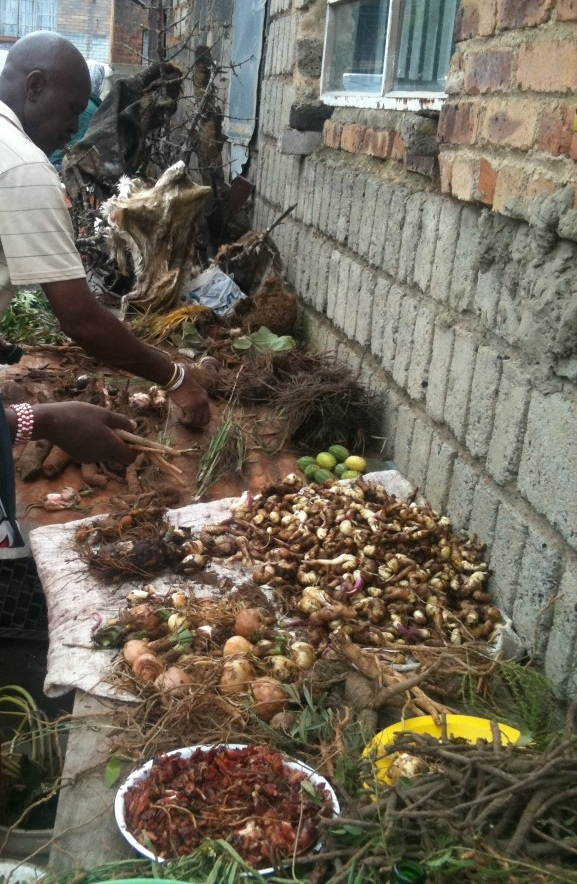
Séchage de muti fraîchement cueillis.

Les médicaments prescrits dans le cadre de la médecine traditionnelle africaine sont appelés muti. Le terme dérive d'un mot zoulou signifiant « arbre ». La médecine traditionnelle africaine fait un usage intensif de produits végétaux, mais les remèdes prescrits par un inyanga peuvent aussi comprendre des ingrédients animaux ou minéraux. Environ 3 000 des 30 000 espèces de plantes aériennes d'Afrique australe sont utilisées.
Lorsque les muti sont préparés, en fonction des maladies, ils sont associés à certaines pratiques de purification. Le jeûne est l'un des plus importants protocoles. Mais ces pratiques incluent aussi les bains, les vomitifs, les fumigations, l'ingestion nasale, les lavements et les entailles dermiques ; les bains utilisent une mixture d'herbes ajoutée à l'eau de baignade pour purifier le patient ; les vomitifs (phalaza) sont administrés typiquement sous forme d'une grande quantité, jusqu'à deux litres, d'une infusion ingérée tiède, provoquant le vomissement destiné à nettoyer et tonifier le corps ; les fumigations (futha) consistent en vapeurs d'herbes médicinales inhalées ; les herbes sont déposées dans un récipient d'eau bouillante. On utilise une couverture pour couvrir le patient et le récipient ; l'ingestion nasale utilise de nombreuses plantes qui peuvent être séchées et réduites en poudre afin d'être insufflées par voie nasale. Certaines préparations font éternuer, ce qui est censé aider à l'expulsion de la maladie. D'autres sont utilisées de manière plus habituelle pour les maux de tête, par exemple ; les lavements utilisent des infusions et décoctions. C'est le mode d'utilisation privilégié pour certaines plantes car il est considéré comme le plus efficace ; les entailles (ukugaba) sont des pratiques où des extraits ou des poudres sont directement appliqués sur de petites incisions superficielles faites à l'aide d'une lame de rasoir sur la peau du patient.
Un inyanga ou un sangoma expérimenté recherche généralement l'aide d'un esprit ancestral avant de s'engager dans la collecte et la confection d'un muti. Le guérisseur, par le biais de rêves ou de prières, pense être avisé des moments propices à la collecte des plantes. Dans certains cas, les symboles et les rêves sont interprétés afin de déterminer quelles plantes en particulier et à quels endroits elles doivent être ramassées pour un patient spécifique ; les guérisseurs n'ont pas toujours de stock de plantes dans leurs cases. Le guérisseur conjuge les conseils reçus des esprits ancestraux avec ses propres savoirs et son expérience.
Il est aussi possible de s'adresser directement à un sangoma ou à un inyanga pour se procurer des plantes.

## Thwasaet initiation

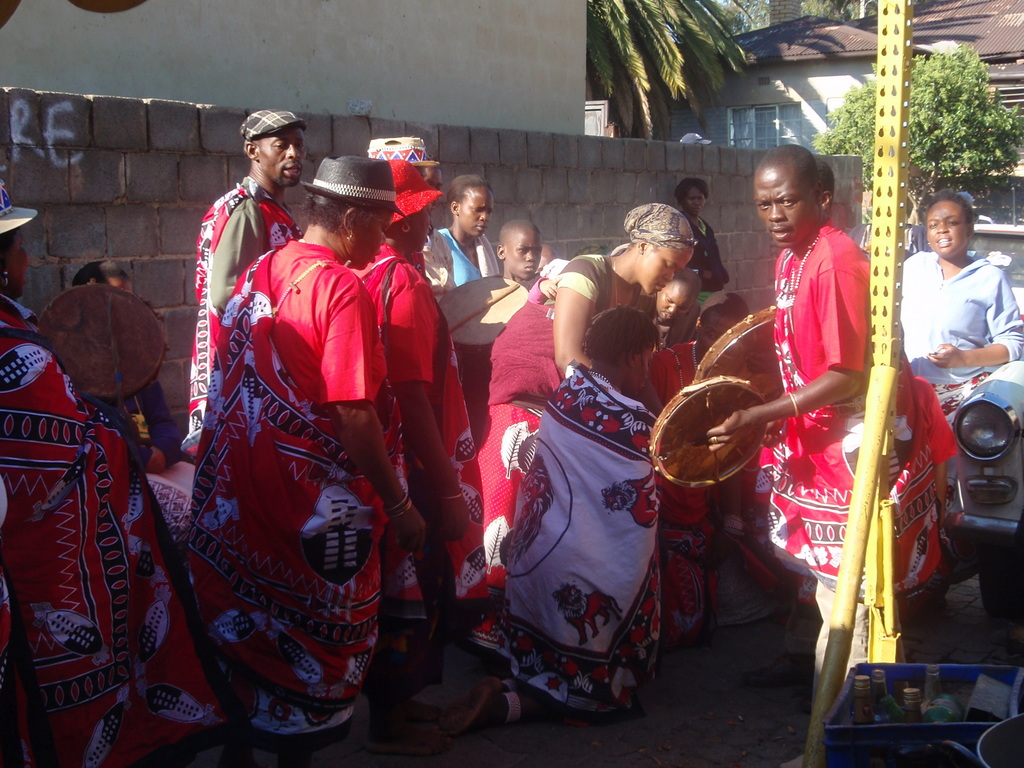
Une initiée (ithwasane) et la chèvre qui va être sacrifiée pour lui permettre de devenir sangoma.

Les sangoma peuvent être des hommes ou des femmes. Un sangoma est censé être « appelé » à guérir d'une maladie initiatique. Les symptômes comprennent la psychose, les maux de tête, les douleurs intestinales persistantes, les problèmes d'épaule et de nuque, les difficultés respiratoires, les pieds enflés et les problèmes de santé impossibles à soigner avec les méthodes classiques. Un futur sangoma doit reconnaître l'ensemble des symptômes comme un thwasa ou « appel des ancêtres ». Les sangoma pensent que le fait de ne pas répondre à l'appel entraînera une autre maladie jusqu'à ce que la personne cède et accepte d'être formée. Le mot thwasa signifie « lumière de la nouvelle lune » ou dérive de l'expression ku mu thwasisa qui signifie « conduit vers la lumière ».
Un sangoma en formation (ithwasane) est sous la houlette d'un guérisseur confirmé pour une période de quelques mois à plusieurs années. L'apprentissage implique d'apprendre l'humilité face aux ancêtres, une purification par la vapeur, le nettoyage dans le sang d'animaux sacrifiés et l'utilisation des muti, médicaments ayant une signification spirituelle,. L'ithwasane ne peut pas voir sa famille durant sa formation, doit s'abstenir de relations sexuelles et accepter de vivre dans des conditions difficiles. Cela fait partie du processus de purification destiné à préparer le guérisseur à une vie dédiée aux soins et l'apprentissage intensif est destiné à rester ancré dans la mémoire du futur sangoma.
Durant sa formation, l'apprenti partage ses maux sous forme de chants et de danses, processus nourri aussi par l'analyse des rêves, des angoisses et par la prière. Son histoire est matérialisée dans une chanson qui occupe une grande partie de la cérémonie marquant la fin de la formation. Parfois, au cours de la formation et lors de la cérémonie finale, un sacrifice animal rituel est pratiqué, généralement sur des poules et une chèvre ou une vache,.
À la fin de l'ukuthwasa (la période d'initiation) prend place une cérémonie qui dure trois jours, du vendredi au dimanche. La communauté locale, les amis et la famille sont invités à y assister et à célébrer l'achèvement de la formation. Au début de la matinée de la cérémonie, une chèvre femelle est abattue, une seconde l'est le lendemain matin après les poulets, sacrifiés à la rivière Abamdzawo. Ces sacrifices sont destinés à appeler les ancêtres et à les apaiser. Le sangoma teste l'ithwasane pour déterminer s'il possède les compétences et la perspicacité nécessaires pour pratiquer, notamment qu'il a la capacité à « voir » les choses cachées. Pour cela, d'autres sangoma cachent les objets sacrés de l'ithwasane, y compris la vésicule biliaire de la chèvre sacrifiée ; l'initié doit alors, devant la communauté, faire appel aux ancêtres afin trouver les objets cachés, y compris la peau de la chèvre et les vêtements des ancêtres. Il doit rapporter le tout aux sangoma qui les ont cachés, prouvant ainsi qu'il a la capacité de « voir » au-delà du monde physique. La nuit suivante, l'initié enlève les vêtements traditionnels portés durant la journée, lesquels sont cachés. Au petit matin, l'impétrant doit balayer la cour, retrouver et laver ses vêtements et prendre un bain à la rivière. Il doit rentrer chez lui une fois les vêtements secs,.

## Tambour et danse des ancêtres

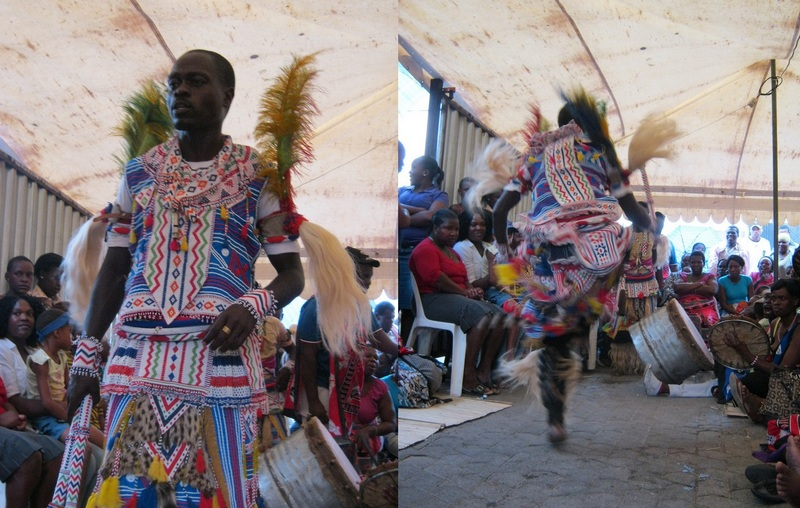
Sangoma en habits traditionnels dansant pour célébrer ses ancêtres.

Jouer du tambour tient une part importante dans l'invocation des ancêtres. Pendant les périodes de célébration, le sangoma est amené à danser et à célébrer les ancêtres. Lorsqu'il entre en transe, ce qui dans la tradition zouloue se manifeste par des crises convulsives, le sangoma ne se rend pas compte de ce qu'il fait, et ce qu'il aura dit ou fait lui sera rapporté ultérieurement. Lors de sa transe, les ancêtres transitent par son intermédiaire, et il interprète les chansons ancestrales. Ces chants sont renvoyés en réponse à l'ancêtre par l'auditoire dans un processus de type répons. Le sangoma, pour le rituel de possession, revêt les vêtements traditionnels de ses ancêtres et danse pendant que d'autres jouent du tambour et chantent en signe de célébration.

## Histoire et contexte

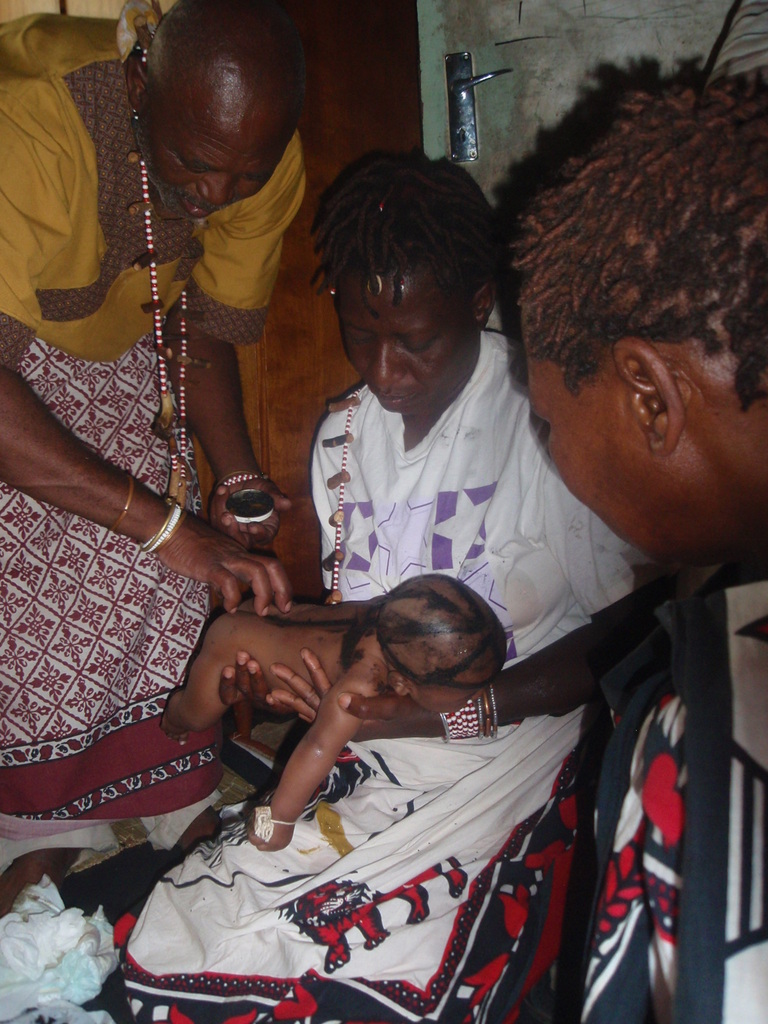
Sangoma à Johannesbourg, pratiquant un baptême rituel destiné à protéger l'esprit de l'enfant.

Le mot zoulou avec préfixe est isangoma (pl. izangoma), on utilise parfois umngoma (pl. abangoma) ; sa ngoma signifie « pratiquer le ngoma » et i sa ngoma veut dire « ceux qui pratiquent le ngoma » ; ainsi, sangoma et isangoma se réfèrent à ceux qui pratiquent le ngoma.
Le terme sangoma est couramment utilisé au-delà de l'Afrique du Sud. Des formes de rituels ngoma existent à travers toute l'Afrique de l'Est et l'Afrique australe, en Afrique du Sud, eSwatini, Zimbabwe, Mozambique, Lesotho, Kenya et Botswana. Dans les contrées plus septentrionales, les pratiques sont généralement plus diverses et moins codifiées qu'en Afrique australe. Chez les Kongo, ces pratiques sont nommées loka, ou, de manière péjorative, doga, ce qui signifie « sorcellerie ».
On pense que le ngoma est arrivé en Afrique australe à l'occasion de l'expansion bantoue qui commença vers 2000 av. J.-C. pour atteindre l'Afrique australe vers 500 apr. J.-C. Les pratiques ont évolué en même temps que les sociétés. À l'époque précoloniale, les chants traitaient majoritairement de la chasse. Au fil du temps, leur contenu a incorporé les armes à feu puis les luttes sociales et raciales à l'époque coloniale. Au Zimbabwe, la guerre civile revivifia les pratiques liées au ngoma, avec l'accent mis sur les esprits des victimes de la guerre. Les sangoma aidèrent les gens à faire face tant aux violences qu'ils avaient infligées qu'à celles qu'ils avaient subies.
Par ailleurs, les Tsonga croient que les principaux esprits étrangers pouvant conférer des pouvoirs de clairvoyance et la capacité à détecter la sorcellerie sont les « esprits ndau ». Les esprits ndau sont censés posséder les descendants des soldats de Gaza, lesquels avaient tué les Ndau (en) (le peuple) et pris leurs femmes. Une fois convertis de « force hostile » en « force bienveillante », les esprits ndau accordent les pouvoirs de divination et de guérison aux n'angna (guérisseurs),.
Le ngoma a aussi évolué en incluant des croyances issues du christianisme et de l'islam.

## Statut légal en Afrique du Sud
Les sangoma sont légalement reconnus en Afrique du Sud comme « tradipraticiens » par la loi Traditional Health Practitioners Act of 2007 (Act. 22 of 2007) en tant que devins, aux côtés des herboristes, des sages-femmes et des chirurgiens traditionnels. La loi, en 2007, appelle à la création d'un conseil national des tradipraticiens pour réguler les pratiques et enregistrer les sangoma dans le pays. Cependant, ce n'est qu'en décembre 2011 que le ministère de la Santé sud-africain ouvre des postes pour créer un conseil intérimaire. En octobre 2012, le porte-parole du ministère, Joe Maila, annonce que le but est d'avoir un conseil opérationnel à la fin de 2012,,. Le conseil intérimaire des tradipraticiens est inauguré le 12 février 2013,. Plusieurs dispositions de la loi, liées à l'instauration et à la gouvernance du conseil national ainsi qu'à l'enregistrement des praticiens, n'entrent en vigueur que le 1er mai 2014.
Précédemment, le Parlement d'Afrique du Sud avait adopté la loi Traditional Health Practitioners Act of 2004 (Act. 35 of 2004). Elle fut cependant jugée inconstitutionnelle par la Cour constitutionnelle au motif de la participation publique insuffisante au niveau provincial lors de son élaboration.
La Commission sud-africaine de réforme du droit (en) avait reçu une demande[Quand ?] émanant de la Traditional Healers Organisation (« Organisation des tradipraticiens ») demandant une enquête sur la constitutionnalité de la loi de 1957 sur la répression de la sorcellerie (en) et du projet de loi sur la suppression de la sorcellerie au Mpumalanga (en), datant de 2007, dont la rédaction avait été interrompue en 2008. Le 23 mars 2010, le ministère de la Justice et du développement constitutionnel approuve la proposition de la commission de réforme du droit de réviser la législation concernant la sorcellerie,. En mars 2012, la Commission de réforme du droit informe que Mme Jennifer Joni est désignée en tant que chercheuse et que le juge Dennis Davis est nommé chef du « projet 135 de révision du droit concernant la sorcellerie ». Theodore Petrus, qui avait rédigé une thèse de doctorat sur les crimes liés à la sorcellerie en 2009, est invité à prendre part au projet de révision en tant que conseiller.

## Sangomablancs

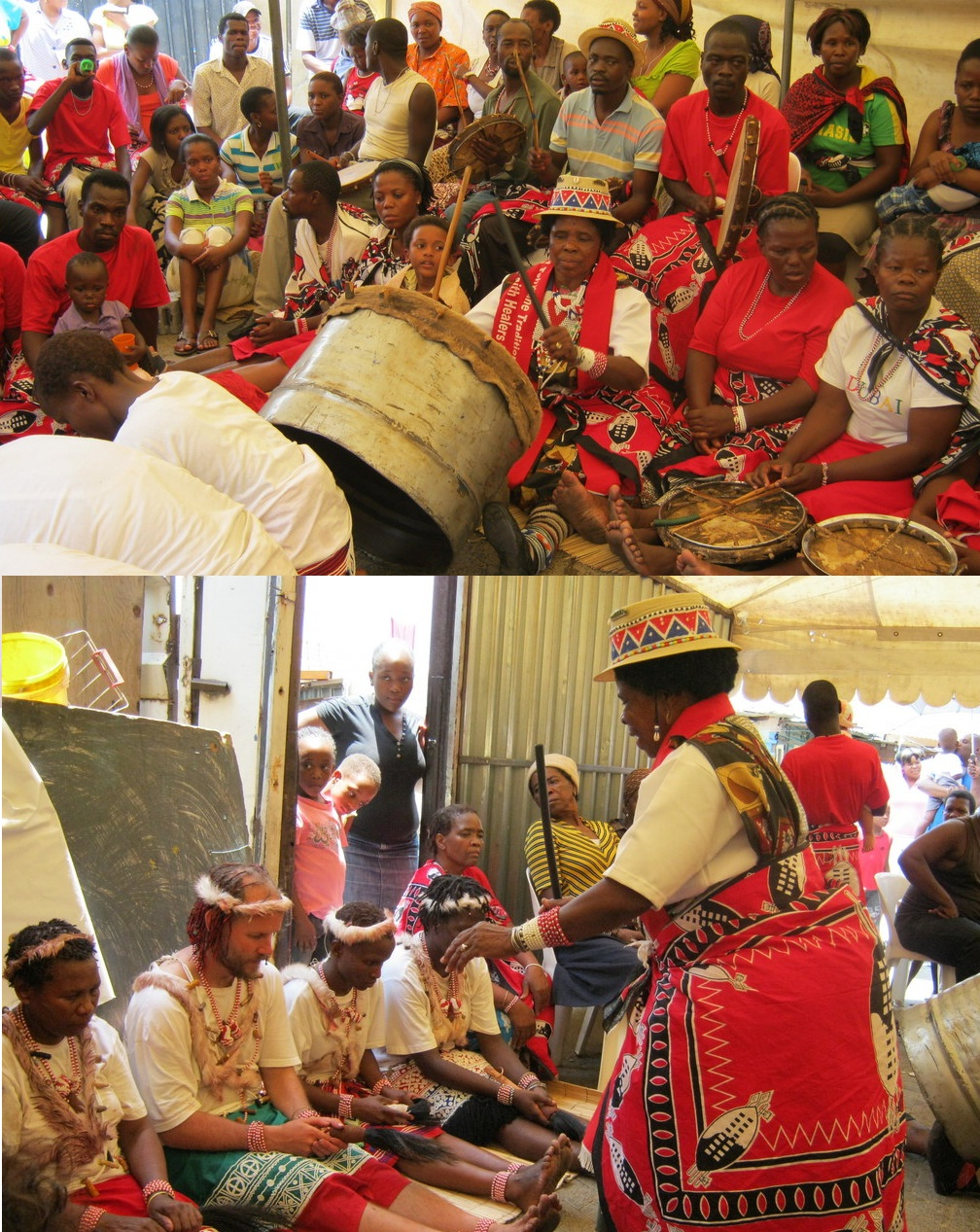
Après une initiation réussie à Alexandra, dans la banlieue de Johannesbourg, Gogo Mashele du Tshwane Traditional & Faith Healers Forum souhaite la bienvenue aux nouveaux sangoma, dont un Blanc.

On connait des sangoma blancs depuis avant 1994, mais, depuis cette date, un nombre croissant de Blancs s'engagent ouvertement dans un processus de formation en Afrique du Sud. La question de leur authenticité est toujours discutée. Selon Nokuzola Mndende de l'Icamagu Institute, un sangoma Xhosa et ancien chargé de cours en études religieuses à l'université du Cap : « Un igqirha est une personne qui a été appelée par ses ancêtres à guérir, que ce soit du côté maternel ou paternel, il ne peut pas être appelé par les ancêtres de [quelqu'un d'autre],. » Philip Kubekeli, directeur de l'association Traditional Medical Practitioners, Herbalist and Spiritual Healers Association, et Phephsile Maseko, porte-parole de la Traditional Healers Organisation, ne voient pas de problème quant aux sangoma blancs. Kubekeli et Maseko sont partisans du point de vue selon lequel la médecine traditionnelle ne connaît pas les couleurs de peau,.
Plusieurs sangoma blancs, interviewés par le journal Big Issue en 2010, affirment qu'ils ont été bien accueillis par la communauté noire en Afrique du Sud malgré quelques manifestations isolées d'hostilité. On rapporte cependant quelques cas où des sangoma blancs n'ont pas été très bien accueillis par leurs confrères noirs,.
Un certain nombre de traditions d'Afrique australe (celles des Swazi et des Tsonga/Shangaan par exemple) assurent qu'un esprit étranger peut appeler un étranger à devenir guérisseur traditionnel, ce qu'on appelle Abandzawo, en particulier s'il existe une relation significative entre l’un des ancêtres biologiques du guérisseur et l’esprit étranger du passé. Nhlavana Maseko, fondatrice de l’organisation des guérisseurs traditionnels, explique :

« Les esprits étrangers ne font pas partie de notre famille. C'est tout ce que cela signifie. Les esprits étrangers ne sont pas nos ancêtres. Mes aïeux, par exemple, étaient des guerriers et ils ont tué des gens. Ces personnes, lorsqu'elles furent tuées, sont devenues les esprits étrangers de ma famille. Il doit y avoir une relation effective entre vos esprits étrangers et vos ancêtres. Il y a quelque chose, une injustice, un meurtre, qui doit être résolu, qui doit être guéri. Durant la formation, lorsque vos ancêtres se manifestent, vous devez en terminer d'abord avec eux. Cette relation se règle d'elle-même, vous êtes alors en mesure de travailler avec les esprits étrangers. Cela se passe d'une manière naturelle. Les ancêtres font cela à travers vous. L'esprit étranger veut peut-être devenir le plus important ou le plus ancien ancêtre ; lorsque l'ancêtre de votre clan viendra, hé bien, ils devront peut-être se battre. Vous pourriez ressentir des douleurs à ce moment. Ce sont les frictions entre eux qui se résolvent,. »

## Relations avec la médecine occidentale

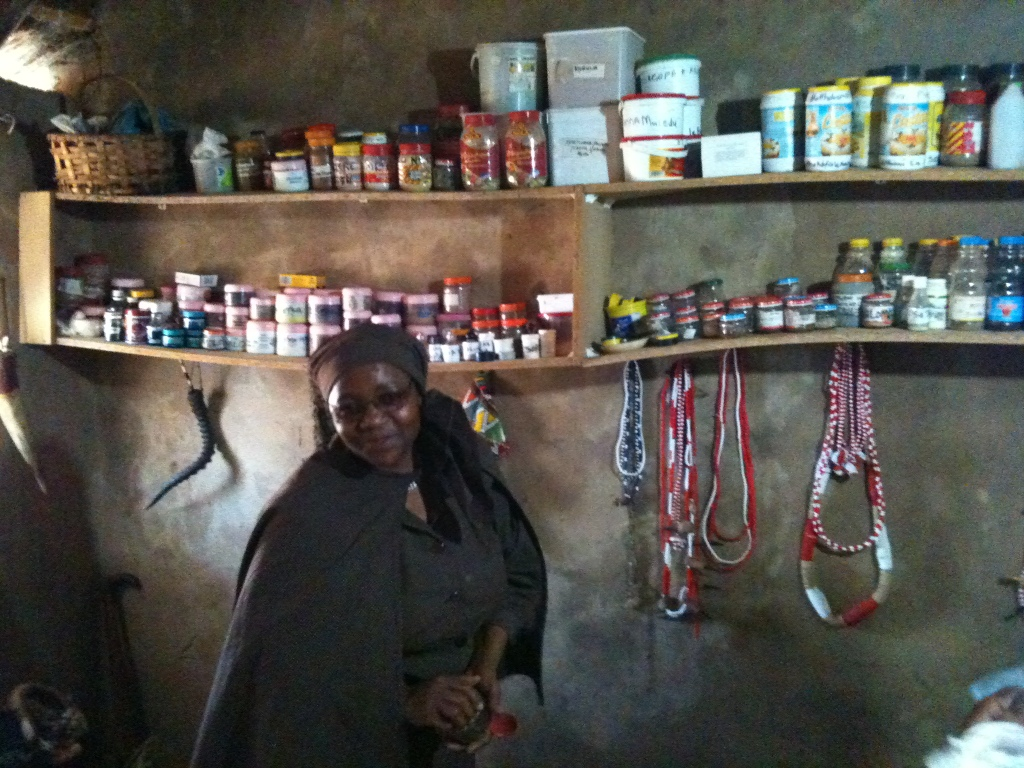
Inyanga dans sa ndumba, une case sacrée utilisée pour les guérisons. Les récipients à l'arrière-plan contiennent les muti.

Le monde médical a montré un intérêt constant quant au rôle des sangoma et à l'efficacité des remèdes à base de plantes. Les botanistes et les pharmaciens continuent à étudier les ingrédients utilisés. Les apports les plus connus des plantes d'Afrique du Sud à la pharmacopée mondiale sont l'aloès, le buchu et la griffe du diable.
Les acteurs de la santé publique enrôlent désormais les sangoma pour enrayer l'expansion du sida mais aussi pour lutter contre les diarrhées et la pneumonie qui sont les principales causes de décès dans les zones rurales, notamment pour les enfants,. Durant des années, le rôle des guérisseurs traditionnels a été important dans le traitement des personnes infectées par le VIH avant qu'elles atteignent le stade où il devient nécessaire d'utiliser des antirétroviraux ou avant le moment où il devient possible de s'en procurer,. L'ONUSIDA, en septembre 2000, parvient à la conclusion, concernant la lutte contre le VIH/SIDA, que les deux systèmes, le moderne et le traditionnel, ne sont pas incompatibles mais complémentaires.
En 1999, le nombre de guérisseurs traditionnels est estimé à 200 000 en Afrique du Sud, contre 25 000 médecins formés à l'occidentale. Les guérisseurs sont consultés en premier lieu ou de manière exclusive par 60 % de la population africaine.
Bien que la plupart des sangoma amènent la guérison espérée, il existe quelques sujets de préoccupation. Des charlatans, qui n'ont pas suivi l'initiation, demandent des prix exorbitants pour des services frauduleux car tous les pays d'Afrique australe ne disposent pas d'un organe de régulation destiné à prévenir de telles pratiques. Certains ont été accusés d'user de leur pouvoir pour pratiquer des abus sexuels déguisés en rites initiatiques. L'usage sur plusieurs patients d'une même lame de rasoir afin de pratiquer les incisions permettant d'appliquer les muti favorise la transmission du SIDA dans des régions où le risque est élevé. Les médecins modernes connaissent aussi un certain nombre de cas de patients atteints de problèmes gastro-intestinaux liés à l'usage des muti, notamment à cause des lavements, si bien qu'ils décrivent cela comme le symptôme de « colite induite par les lavements rituels ».

## Fraudes et arnaques

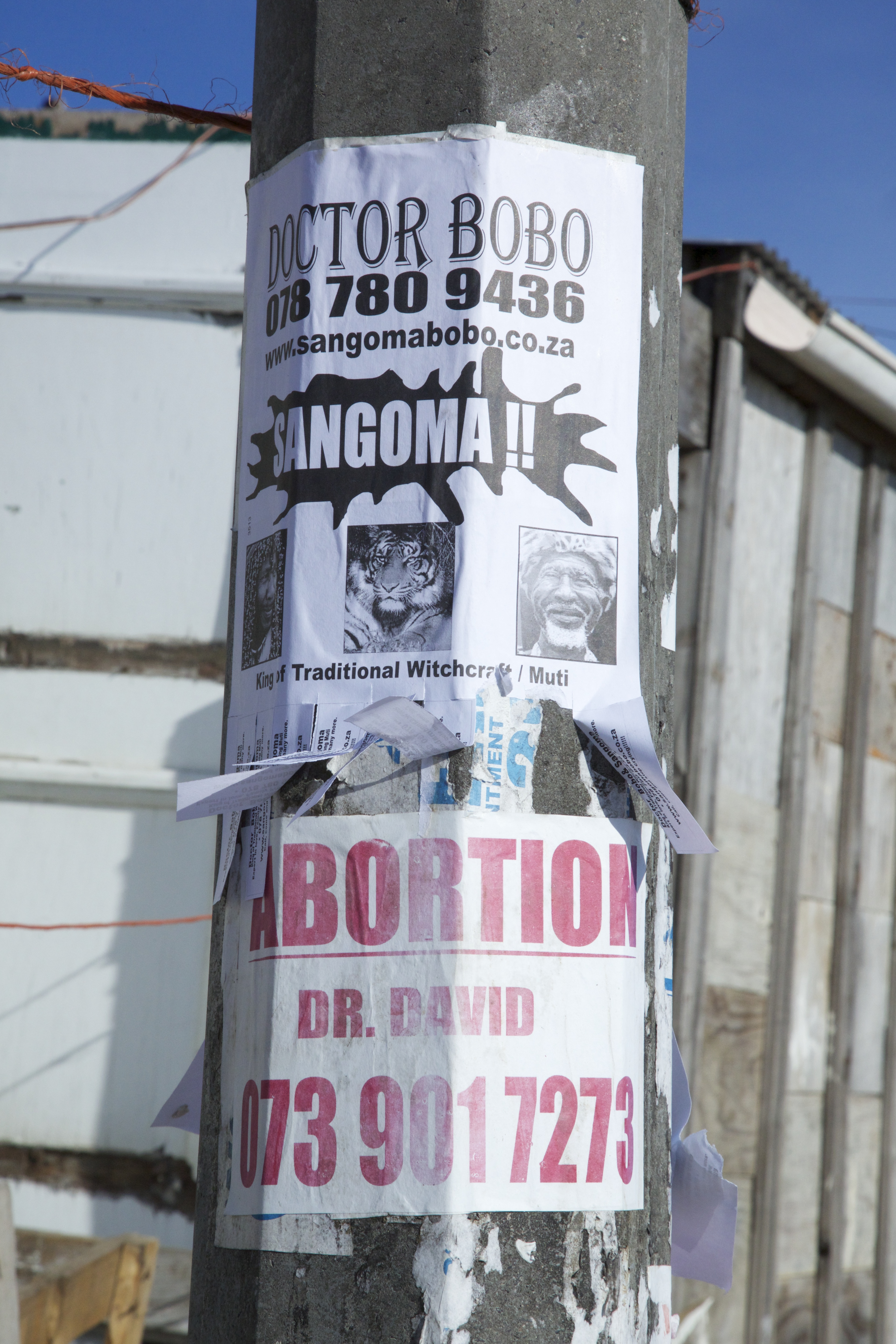
Un prospectus publicitaire pour un guérisseur, affiché au Joe Slovo Park, au Cap, en Afrique du Sud.

Certaines personnes tirent avantage du respect porté aux sangoma pour tenter d'exploiter le filon afin d'obtenir le plus d'argent possible. Ces charlatans se proclament « docteurs » ou « professeurs » et se déclarent sangoma, guérisseurs par la foi, devins ou guérisseurs traditionnels alors qu'ils n'ont ni formation ni références légitimes. Ils ne s'inquiètent pas de l'aspect négatif de leur activité, ils cherchent simplement à gagner le plus d'argent possible en prétendant aider les autres, en promettant d'agrandir la taille des pénis ou de ramener l'amour aux personnes esseulées,,. Dans la province du Cap-Occidental, ils adoptent souvent des noms à consonance arabe car une partie de la population coloured est d'obédience musulmane.
Ils assurent leur publicité au travers de prospectus et d'affiches qu'on trouve communément dans les rues, sur les poteaux des lampadaires, un peu partout en Afrique du Sud, particulièrement dans les zones urbaines denses. Ces publicités portent d'étranges promesses, telles celles de ramener les amours perdues, d'agrandir les pénis, d'amener la richesse en gagnant à la loterie, pour n'en citer que quelques-unes. Ces publicités s'étendent désormais aussi aux journaux locaux et aux sites internet,,. De nombreuses personnes ont perdu d'importantes sommes d'argent à la suite de ces fausses promesses,,,. De nombreuses femmes ont subi des dommages relatifs à leurs organes reproducteurs et à leur fertilité en raison d'avortements clandestins.
Les sangoma légitimes et les associations de tradipraticiens d'Afrique du Sud sont en lutte contre ces charlatans et essaient de stopper leurs activités au travers de dispositifs de régulation, de recours judiciaires et d'information à la population. Ils estiment que leur réputation est entachées et que de nombreuses personnes ont été trompées,. En règle générale, les sangoma ne pratiquent pas la publicité par voie d'affichage. Ils se reposent sur leur réputation, le bouche-à-oreille et croient que leurs ancêtres leur amèneront leurs patients.
Mary Bungeni, une sangoma, explique : « Les sangoma ne font pas de miracles tels que multiplier l'argent détenu par une personne. Ils aident simplement à se connecter avec les ancêtres, lesquels leur donnent les moyens de guérir et d'assister les personnes qui en ont besoin. Les ancêtres se mettent en colère lorsque des gens jouent avec leur nom et finissent par leur enlever le pouvoir qu'ils ont donné à une personne. Les [vrais] sangoma ne sont pas riches car ils sont contrôlés par les ancêtres. Les faux sangoma amènent les gens à ne plus croire aux ancêtres car ils mentent quant à leur travail avec ces derniers,. »
Motlalepula Matsabisa, directrice du Medical Research Council's Indigenous Knowledge Unit, déclare qu'il apparaît que beaucoup de faux guérisseurs sont en provenance d'Afrique de l'Ouest et de l'Est où la régulation concernant ces pratiques est moindre qu'en Afrique du Sud et que, si quelqu'un pouvait apporter la chance et prédire les numéros du loto, il ne serait lui-même pas pauvre. Elle incite les gens à ne pas céder à la crédulité.
Phephsile Maseko, coordinateur national de la Traditional Healers Organisation (THO) déclare : « Un véritable guérisseur est quelqu'un qui a été initié, intronisé par un expert du domaine, qui a suivi une formation rigoureuse et qui a terminé un cursus externe concernant la guérison. Si un patient se plaint de maux de tête, on lui donnera des plantes aux propriétés anti-douleur. Mais le guérisseur cherchera aussi les causes racines de ces maux de tête, et les traitera aussi. Cela veut dire que le guérisseur conseillera le patient. Le traitement est holistique et une simple pommade ne suffira généralement pas. De nombreux patients viennent chercher de l'aide concernant leurs relations ou leur mariage. On peut donner une potion pour initier la communication dans les couples, et ils peuvent ainsi commencer à parler de leurs problèmes. Des conseils peuvent aussi être prodigués, mais il n'y a pas de solution simpliste,. »